# Pseudobryomima uintara
Pseudobryomima uintara là một loài bướm đêm trong họ Noctuidae.